# Saint-Clément-des-Levées
Saint-Clément-des-Levées ist eine französische Gemeinde mit 1.127 Einwohnern (Stand: 1. Januar 2022)  im Département Maine-et-Loire in der Region Pays de la Loire. Die Gemeinde gehört zum Arrondissement Saumur und zum Kanton Longué-Jumelles. Die Einwohner werden Saint-Clémentais genannt.

## Geografie
Saint-Clément-des-Levées liegt etwa 31 Kilometer ostsüdöstlich von Angers in der Baugeois zwischen der Loire und dem Authion. Umgeben wird Saint-Clément-des-Levées von den Nachbargemeinden Longué-Jumelles im Norden und Osten sowie Gennes-Val-de-Loire im Süden und Westen.
Der Bahnhof liegt an der Bahnstrecke Tours–Saint-Nazaire.

## Bevölkerungsentwicklung
| Jahr                       | 1962 | 1968 | 1975 | 1982 | 1990 | 1999 | 2006 | 2018 |
| Einwohner                  | 981  | 956  | 935  | 909  | 937  | 1005 | 1113 | 1098 |
| Quellen: Cassini und INSEE |      |      |      |      |      |      |      |      |

## Sehenswürdigkeiten
- Kirche Saint-Clément aus dem 19. Jahrhundert, seit 1991 Monument historique (siehe auch: Liste der Monuments historiques in Saint-Clément-des-Levées)
- Herrenhaus Les Granges  aus dem 16. Jahrhundert
- Herrenhaus Le Gâtz
- Schloss Combres aus dem 18. Jahrhundert

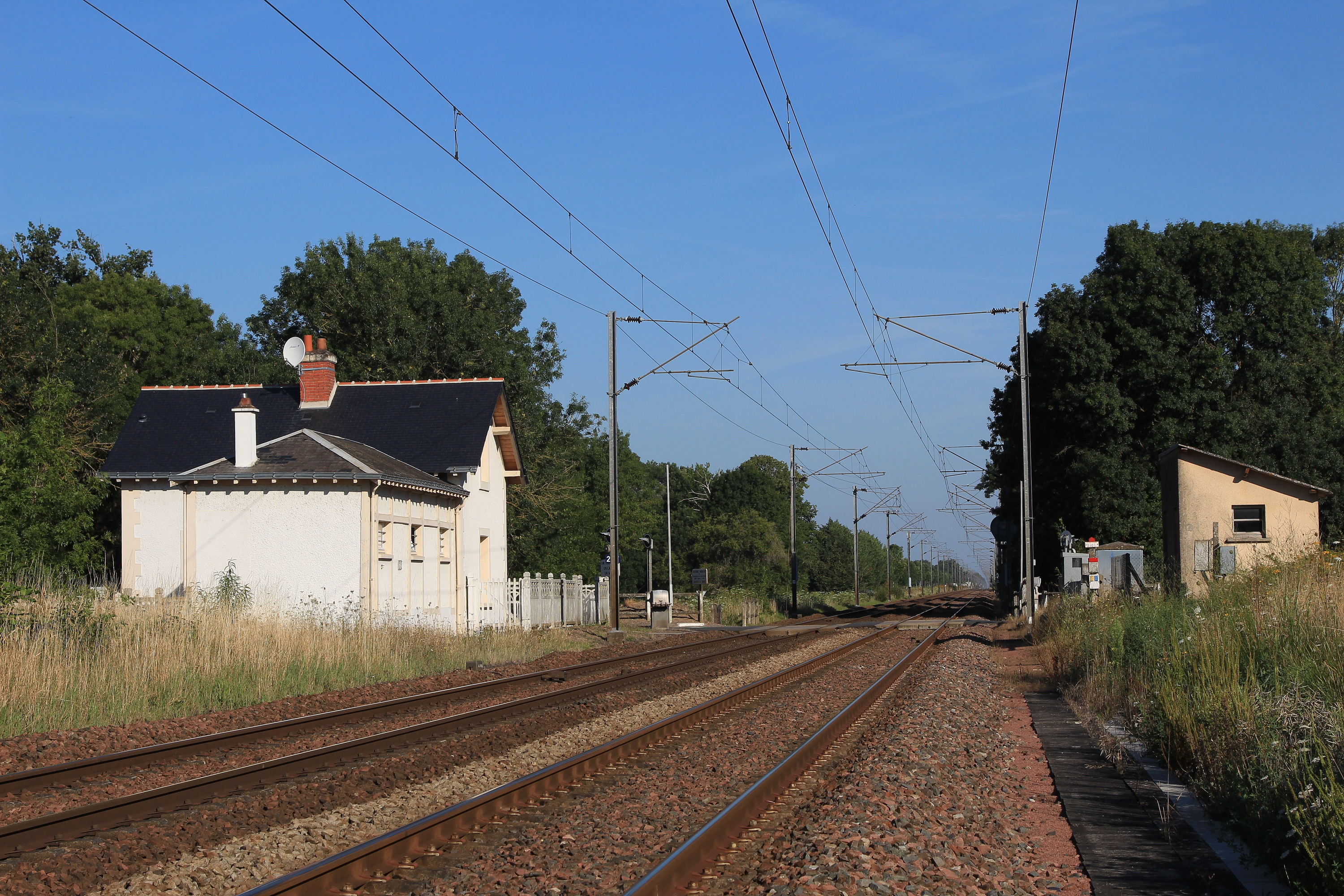
Bahnstation Saint-Clément

## Persönlichkeiten
- Alfred Eluère (1893–1985), Rugbyspieler